# Vidarabine
Vidarabine hoặc 9-β-D-arabinofuranosyladenine (ara-A) là một loại thuốc chống vi-rút có hoạt tính chống vi-rút herpes simplex và varicella zoster.

## Khám phá
Trong những năm 1950, hai nucleoside đã được phân lập từ bọt biển Tethya crypta ở Caribbean: spongothymidine và spongouridine; trong đó có chứa D-arabinose chứ không phải D-ribose. Các hợp chất này đã dẫn đến sự tổng hợp của một thế hệ mới, vidarabine tương tự nucleoside đường và hợp chất liên quan cytarabine. Năm 2004, đây là những hợp chất liên quan đến biển duy nhất trong sử dụng lâm sàng.
Thuốc được tổng hợp lần đầu tiên vào năm 1960 trong phòng thí nghiệm Bernard Randall Baker tại Viện nghiên cứu Stanford (nay là SRI International).
Thuốc ban đầu được dự định là một loại thuốc chống ung thư. Hoạt tính chống virut của vidarabine được mô tả lần đầu tiên bởi M. Privat de Garilhe và J. De Rudder vào năm 1964. Đây là loại thuốc chống vi rút tương tự nucleoside đầu tiên được sử dụng một cách có hệ thống và là tác nhân đầu tiên được cấp phép để điều trị nhiễm virus herpes có hệ thống ở người. Đó là Đại học Alabama tại nhà nghiên cứu và bác sĩ của Richard Richard J. Whitley năm 1976, nơi hiệu quả lâm sàng của vidarabine lần đầu tiên được nhận ra, và vidarabine được sử dụng trong điều trị nhiều bệnh do virus.
Vidarabine là một chất tương tự của adenosine với D-ribose được thay thế bằng D-arabinose. Như bạn có thể thấy trong hình 1.1, nó là một đồng phân lập thể của adenosine. Nó có thời gian bán hủy là 60 phút và độ hòa tan của nó là 0,05% và có thể vượt qua hàng rào máu não (BBB) khi chuyển đổi thành chất chuyển hóa hoạt động.

## Tính chọn lọc
Vidarabine ít nhạy cảm với sự phát triển của các chủng kháng thuốc hơn các thuốc chống siêu vi khác như IDU và đã được sử dụng thành công trong điều trị các chủng virus kháng IDU. Thời gian bán hủy của chất chuyển hóa triphosphate hoạt động (ara-ATP) dài hơn ba lần trong các tế bào bị nhiễm HSV so với các tế bào không bị nhiễm, tuy nhiên không biết cơ chế chọn lọc.

## Chỉ định lâm sàng
Vidarabine là một loại thuốc kháng vi-rút, hoạt động chống lại vi-rút herpes, poxvirus, rhabdovirus, hepadnaviruses và một số virus khối u RNA. Thuốc mỡ mắt 3% Vira-A được sử dụng trong điều trị viêm giác mạc cấp tính và viêm giác mạc bề mặt tái phát do HSV-1 và HSV-2 gây ra. Vidarabine cũng được sử dụng để điều trị herpes zoster ở bệnh nhân AIDS, làm giảm sự hình thành tổn thương và thời gian phát tán virus. Nhiều công dụng trước đây của vidarabine đã được thay thế bằng acyclovir, do phải nhập viện để điều trị tiêm tĩnh mạch, và acyclovir có độ chọn lọc cao hơn, nồng độ ức chế thấp hơn và hiệu lực cao hơn. Tác dụng phụ độc hại là rất hiếm, nhưng đã được báo cáo với nồng độ cao của vidarabine, chẳng hạn như buồn nôn, nôn mửa, giảm bạch cầu và giảm tiểu cầu ở bệnh nhân dùng liều tiêm tĩnh mạch cao hàng ngày.